# Савез комуниста Македоније
Савез комуниста Македоније (скраћено: СКМ) био је друштвено-политичка организација која је од 1944. до 1991. деловала у Социјалистичкој Републикци Македонији, као републичка организација Савеза комуниста Југославије.
Основан је у току Народноослободилачког рата 19. марта 1943. у Тетову под називом Комунистичка партија  Македоније (мкд. Комунистичка партија на Македонија, скраћено: КПМ) од дотадашњег Покрајинског комитета КПЈ за Македонију, који је од оснивања КП Југославије деловао на подручју Македоније. У току Другог светског рата, 1941—1945. организовао је и руководио Народноослободилачком борбом у Македонији, током које је дошао на власт.
Одлукама Шестог конгреса КПЈ, новембра 1952. преименован је у Савез комуниста Македоније. Након прекида 14. конгреса и распада СКЈ, марта 1990. променио је назив у Савез комуниста Македоније — Партија за демократски преображај (мкд. Сојузот на комунистите на Македонија — Партија за демократска преобразба; скраћено: СКМ—ПДП).
Пре првих вишестраначких избора, одржаних новембра 1990. године, партија је променила назив у Савез комуниста Македоније — Партија за демократски преображај (мкд. Сојузот на комунистите на Македонија — Партија за демократска преобразба).
На Једанаестом конгресу, одржаном 21. априла 1991. из свог назива је избрисао реч Савез комуниста и од тада се зове Социјалдемократски савез Македоније (скраћено: СДСМ). Истовремено је дошло и до промене идеологије из комунизма у социјалдемократију.
Од краја Другог светског рата, 1945. до почетка распада Југославије, 1990. био је водећа друштвено-политичка организација у Македонији и имао апсолутну власт. На првим вишепартијским изборима у Македонији, одржаним новембра 1990. освојио је 27,7% гласова, односно 31 (од 120) посланичких места и успео да делимично очува власт учествујући у техничкој Влади, која је формирана након избора.

## Историјат
Први састав Централног комитета су чинили — Лазар Колишевски (политички секретар), Мара Нацева (организациони секретар), Цветко Узуновски, Кузман Јосифовски, Страхил Гигов и Бане Андреев.

## Конгреси и конференција
- Обласна конференција СРПЈ(к) за Македонију и Стару Србију — одржана 7. и 8. јнауара 1920. у Скопљу
- Покрајинска конфернција КПЈ за Македонију — одржана фебруара 1935. у Скопљу
- Друга покрајинска конференција КПЈ за Македонију — одржана 8. септембра 1940. у Скопљу
- Први конгрес КП Македоније — одржан од 19. до 24. децембра 1948. у Скопљу
- Други конгрес СК Македоније — одржан од 27. до 30. маја 1954. у Скопљу
- Трећи конгрес СК Македоније — одржан од 21. до 23. маја 1959. у Скопљу
- Четврти конгрес СК Македоније — одржан од 29. до 31. марта 1965. у Скопљу
- Пети конгрес СК Македоније — одржан од 18. до 20. новембра 1968. у Скопљу
- Шести конгрес СК Македоније — одржан од 10. до 12. априла 1974. у Скопљу
- Седми конгрес СК Македоније — одржан од 25. до 27. априла 1978. у Скопљу
- Осми конгрес СК Македоније — одржан од 6. до 8. маја 1982. у Скопљу
- Девети конгрес СК Македоније — одржан од 8. до 10. маја 1986. у Скопљу
- Десети конгрес СК Македоније — одржан од 25. до 27. новембра 1989. у Скопљу
- Једанаести конгрес СК Македоније — Партије за демократски преображај — одржан 20. априла 1991. у Скопљу

## Лидери
| Преглед руководећих личности КП Македоније / СК Македоније | Преглед руководећих личности КП Македоније / СК Македоније | Преглед руководећих личности КП Македоније / СК Македоније | Преглед руководећих личности КП Македоније / СК Македоније | Преглед руководећих личности КП Македоније / СК Македоније | Преглед руководећих личности КП Македоније / СК Македоније |
| конгресни период                                           | број                                                       | име и презиме                                              | назив функције                                             | назив функције                                             | напомена                                                   |
| конгресни период                                           | број                                                       | име и презиме                                              | почетак мандата                                            | крај мандата                                               | напомена                                                   |
| ---------------------------------------------------------- | ---------------------------------------------------------- | ---------------------------------------------------------- | ---------------------------------------------------------- | ---------------------------------------------------------- | ---------------------------------------------------------- |
| 2 конференција 1940—1948.                                  |                                                            |                                                            |                                                            |                                                            |                                                            |
| 1                                                          | Методије Шаторов                                           | секретар Покрајинског комитета 1940—1943.                  | секретар Покрајинског комитета 1940—1943.                  |                                                            |                                                            |
| 1                                                          | Методије Шаторов                                           | септембар 1940.                                            | октобар 1941.                                              |                                                            |                                                            |
| 2                                                          | Лазар Колишевски                                           | октобар 1941.                                              | 19. март 1943.                                             | ухапшен новембра 1941.                                     |                                                            |
| 2                                                          | Лазар Колишевски                                           | секретар Централног комитета 1943—1966.                    |                                                            |                                                            |                                                            |
| 2                                                          | Лазар Колишевски                                           | 19. март 1943.                                             | 24. децембар 1948.                                         | на функцију ступио септембра 1944.                         |                                                            |
| 2                                                          | Лазар Колишевски                                           | 1 конгрес КПМ 1948—1954.                                   | 24. децембар 1948.                                         | 30. мај 1954.                                              |                                                            |
| 2                                                          | Лазар Колишевски                                           | 2 конгрес СКМ 1954—1959.                                   | 30. мај 1954.                                              | 23. мај 1959.                                              |                                                            |
| 2                                                          | Лазар Колишевски                                           | 3 конгрес СКМ 1954—1965.                                   | 23. мај 1959.                                              | 3. јул 1963.                                               |                                                            |
| 3                                                          | Крсте Црвенковски                                          | 3 конгрес СКМ 1954—1965.                                   | 3. јул 1963.                                               | 31. март 1965.                                             |                                                            |
| 3                                                          | Крсте Црвенковски                                          | 4 конгрес СКМ 1965—1968.                                   | 31. март 1965.                                             | 20. новембар 1968.                                         |                                                            |
| 3                                                          | Крсте Црвенковски                                          | 5 конгрес СКМ 1968—1974.                                   | 20. новембар 1968.                                         | 24. март 1969.                                             |                                                            |
| 4                                                          | Ангел Чемерски                                             | 5 конгрес СКМ 1968—1974.                                   | 24. март 1969.                                             | 12. април 1974.                                            |                                                            |
| 4                                                          | Ангел Чемерски                                             | 6 конгрес СКМ 1974—1978.                                   | 12. април 1974.                                            | 27. април 1978.                                            |                                                            |
| 4                                                          | Ангел Чемерски                                             | 7 конгрес СКМ 1978—1982.                                   | 12. април 1978.                                            | 8. мај 1982.                                               |                                                            |
| 8 конгрес СКМ 1982—1986.                                   |                                                            |                                                            |                                                            |                                                            |                                                            |
| 5                                                          | Крсте Марковски                                            | 8. мај 1982.                                               | 8. мај 1983.                                               |                                                            |                                                            |
| 5                                                          | Крсте Марковски                                            | 8. мај 1983.                                               | 5. мај 1984.                                               |                                                            |                                                            |
| 6                                                          | Милан Панчевски                                            | 5. мај 1984.                                               | 6. мај 1985.                                               |                                                            |                                                            |
| 6                                                          | Милан Панчевски                                            | 6. мај 1985.                                               | 10. мај 1986.                                              |                                                            |                                                            |
| 9 конгрес СКМ 1986—1989.                                   |                                                            |                                                            |                                                            |                                                            |                                                            |
| 7                                                          | Јаков Лазароски                                            | 10. мај 1986.                                              | 13. мај 1988.                                              |                                                            |                                                            |
| 7                                                          | Јаков Лазароски                                            | 13. мај 1988.                                              | 27. новембар 1989.                                         |                                                            |                                                            |
| 10 конгрес СКМ 1989—1991.                                  | 8                                                          | Петар Гошев                                                | 27. новембар 1989.                                         | 20. април 1991.                                            |                                                            |

## Галерија
- Први конгрес Комунистичке партије Македоније, 1948
- Други конгрес Комунистичке партије Македоније, 1954
- Трећи конгрес Комунистичке партије Македоније, 1959
- Седиште Савеза комуниста Македоније након земљотреса у Скопљу 1963. године